# かっぱの狛犬
かっぱの狛犬は、愛媛県西予市明浜町高山の若宮神社にある河童の姿をした狛犬。
- 若宮神社に伝わるかっぱ伝説は概ね次のとおり。

戦国時代の話。高山城主の宇都宮修理大夫正綱公が、夜遅く寺から城へ帰る途中、何者かが体に絡み付いて邪魔をした。殿様はすぐさまかっぱの悪戯と察し、ぎゅっと締め上げると、かっぱは泣きながら詫びて許しを請うた。殿様は、悪さをしないようによく言い聞かせ、離してやると、山に逃げ帰っていった。
翌日から屋敷の玄関先に毎朝大きな鯛が置かれるようになった。かっぱが命を助けてもらったお礼に持って来たらしい。それがしばらく続いた。
ある日、家臣が鯛を掛けてもらおうと、鹿の角を門前につるしておいた。しかしその日以来、鯛は献上されなくなってしまった。どうやら、かっぱは鹿の角を恐れたものとみえる。
その後、1579年に土佐の長宗我部氏が今の宇和島市北部一帯に攻め込んできた時、正綱公は立ち向かったが、形勢は芳しくなく、務田（むでん、今日の宇和島市三間）にて討死した。それから毎夜、かっぱの悲しげな鳴き声が聞こえ、村人は悲しみに暮れたという。
村人は義理堅いかっぱを哀れに思い、正綱公を高山の「若宮神社」にまつった。同神社は村人から「若宮様」と呼ばれるようになった。
- それから時代が下り、明治期に若宮神社の祠を建替える際に村人たちの手により、「狛犬」としてかっぱの像が据えられた。言い伝えのとおり、鯛を抱えている像である。

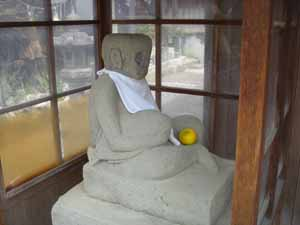
若宮神社のかっぱの狛犬

新しく寄進された「かっぱの狛犬」

- 近年、篤志家によって、愛嬌のあるつがい（向かって右がメス、左がオス）のかっぱの像が寄進され、神社左手に据え置かれている。
- 高山集落の子は海で泳いでもかっぱが見守ってくれるおかげでおぼれることがないと言い伝えにはある。

- かっぱの狛犬は　岩手県遠野の常堅寺にもあるが、若宮神社の方は、いたずらはするが、人をだますといったミステリアスな部分の希薄な、やや人懐っこい、かっぱ姿。また、海がっぱである。

- 宇和海沿岸には、昭和40年代頃までカワウソが生息しており、その関係で、かっぱ伝説と結びついたものとみられる。なお、命ごいの見返りに鯛を献上し、鹿の角をつるすと運ばなくなったという話は、愛媛県愛南町城辺にも伝わる。